# Јован I Антиохијски
Јован I Антиохијски – патријарх Антиохије у периоду од 429-441. године, који је предводио групу умерених источних епископа током несторијанског спора.
Познат по свом учешћу на Сабору у Ефесу, где је подржао идеју да се Несторије остави на месту архиепископа. Након што је прешао на страну Кирила Александријског и Прокла Цариградског,  с њима је водио преписку у којој се саветовао како да се носи са остацима несторијанства у повереној му епархији.

## Биографија
Сократ Сколастик пише о Јовану Антиохијском следеће: „Заиста, прође мало времена – и царски указ нареди да се епископи одасвуд саберу у Ефес. Стога је одмах после празника Васкрса Несторије, који је тамо стигао са мноштвом народа. Већ је тамо затекао састанак многих епископа Кирила Александријског који је стигао близу Педесетнице и Јувенала Јерусалимског који се појавио пети дан по Педесетници. Али Јован Антиохијски је још више оклевао, тако да су присутни епископи, без. чекајући га, покренули главне теме. Прво је започео расправу Кирило Александријски, са намером да осуди Несторија. Затим, је наступио Несторије, и епископи су били подељени. Међутим, Кирилова страна, правећи састанке, позвала је и Несторија, али он није послушао и одложио је долазак на Сабор до доласка Јована Антиохијског. Тада су га они који су били на страни Кирила, прочитавши много пута Несторијеве разговоре о предмету истраживања и закључивши из њих да он непрестано хули на Сина Божијег, свргнули. А они који су држали Несторијеву страну, одржавши још један, одвојени састанак, свргнуше Кирила и са њим ефеског епископа Мемнона. Убрзо после овога на Сабор је дошао и епископ антиохијски Јован. Сазнавши шта се догодило, Јован је окривио Кирила да је пожурио је са свргавањем Несторија. Стога, да би се осветио Јовану, Кирил га је заједно са Јувеналом свргнуо. Након тога, се Несторије, видећи да је дошло до прекида општења, покајао и почео да назива Марију Богородицом: „Нека се Марија назове Богородицом“, рекао је, „ако би ове невоље зауставили." Међутим, нико није поверовао у Несторијево покајање, па зато, свргнут и прогнан. Тако је завршен Сабор.  
У међувремену се Јован вратио у Антиохију и, сабравши многе епископе, свргнуо Кирила са Александријског трона. Међутим, убрзо након тога прекинули су непријатељство и, поново ступивши у општење, признали су један другога“ 